# 梅中軒鶯童
梅中軒 鶯童（ばいちゅうけん おうどう、1902年〈明治35年〉2月24日 - 1984年〈昭和59年〉10月30日））は浪曲師。本名は美濃寅吉。関西浪曲界で活動した。亡くなる直前まで舞台に立ち、独自の「鶯童節」で人気を博した。

## 人物と芸風
京都生まれの神戸育ち。生家は理髪店。師匠を持たず独立独歩で歩み、数え10歳の1911年に梅中軒鶯童を名乗り、神戸の相生座で初舞台を踏んだ。
名人・古老と言われた多くの浪曲師からネタを譲り受け、自家薬篭中の物にする。1934年8月発売の「紀伊國屋文左衛門」（SP盤）が大ヒットし、その他の演題でもレコードを多数吹き込んだ。
舞台・座敷に加え、戦後はラジオ・テレビにも活動の場を広げ、多くの録音を残した。1947年に浪曲親友協会会長、1973年には同協会の名誉会長に就任した。
喉が大変に弱く、ちょっと酷使をすると喉が腫れて寄席を休まざるを得ないことが度々あった。がそれが逆に「鴬童節」と呼ばれる胴声ではない、上声の独特の軽味のある節調につながり、マイクの発達に合わせて時代の主流を張るようになる。
得意ネタは「みかん大尽（紀伊國屋文左衛門）」「吃又」などがあった。落語家や落語関係者とも親交があったため、落語の大ネタ「高津の富」「らくだ」を浪曲化している。膨大なネタ、資料、台本（ネタ帳）は、直弟子の天龍三郎に受け継がれた。
1965年に出版した自伝『浪曲旅芸人』は、明治末期から昭和の浪曲世界を書き記した貴重な随筆集で、1968年にNHKで「流れ雲」の題でドラマ化され、金田龍之介が鶯童を演じた

## レコード
- 1931.9初回発売（以下略）「籠釣瓶」オリエント[4]
- 1933.4「吉原百人斬」ポリドール[5]
- 1934.8「紀ノ国屋文左衛門」リーガル[6]
- 1936.2「雪之丞変化」タイヘイ[7]
- 1939.4「噫軍神西住戦車隊長」ビクター[8]
- 1940.6「赤穂の人妻」テイチク[9]
- 1941.4愛国浪曲「大場鎮の一夜」テイチク[10]
- 1942.9浪花節「聖戦の花」10枚「兄弟の巻」テイチク[11]

## 映画
- 浪曲映画2本立て「赤穂の人妻」1940.6.26公開。大倉千代子、梅中軒鶯童、監督:松田定次、作:萩原四朗、日活[12][13]
- 「赤穂義士」1954.09.15公開[14]。黒川弥太郎、	坂東好太郎、進藤英太郎、南条新太郎、瀬川路三郎、沢村国太郎、香川良介、入江たか子、原作:萩原四朗、浪曲口演:寿々木米若、梅中軒鶯童、冨士月子、玉川勝太郎。大映京都

## 受賞歴
- 1977年 - 第28回NHK放送文化賞[15]
- 1998年 - 第3回上方演芸の殿堂入り

## 関連書
- 梅中軒鶯童『浪曲旅芸人』 青蛙房 NDLJP:65008234
- 茂木草介 関西芸能シリーズ 浪曲旅芸人―梅中軒鶯童伝― - ラジオドラマ脚本

## 弟子
- 2代目広沢菊春
- 天龍三郎
- 東洋朝日丸・日出丸の日出丸
- 千場よし子
- 長谷川公子

ほか多数。